# Camargo (Oklahoma)
Camargo is een plaats (town) in de Amerikaanse staat Oklahoma, en valt bestuurlijk gezien onder Dewey County.

## Demografie
Bij de volkstelling in 2000 werd het aantal inwoners vastgesteld op 115.
In 2006 is het aantal inwoners door het United States Census Bureau geschat op 108, een daling van 7 (-6,1%).

## Geografie
Volgens het United States Census Bureau beslaat de plaats een oppervlakte van
0,6 km², geheel bestaande uit land. Camargo ligt op ongeveer 591 m boven zeeniveau.

## Plaatsen in de nabije omgeving
De onderstaande figuur toont nabijgelegen plaatsen in een straal van 32 km rond Camargo.